# Mesene phareus
Mesene phareus är en fjärilsart som beskrevs av Pieter Cramer 1777. Mesene phareus ingår i släktet Mesene och familjen Riodinidae. Inga underarter finns listade i Catalogue of Life.

## Bildgalleri

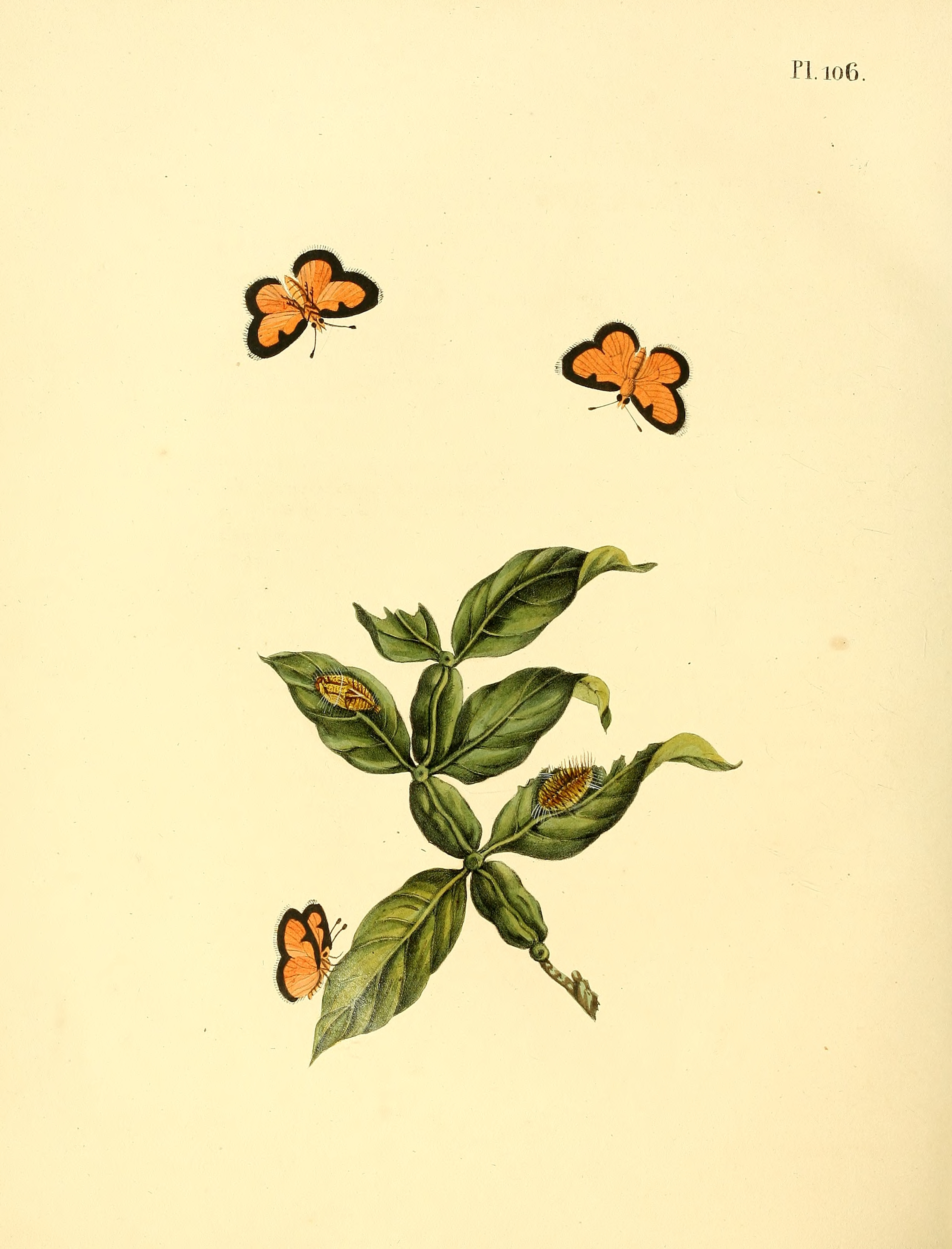